# Rico Constantino
Amarico Sebastiano Constantino (nascido em 1 de Outubro de 1961), mais conhecido pelos seus ring names Rico Constantino ou simplesmente Rico, é um ex-lutador de wrestling estadunidense e atual manager. Constantino, que tem descendência italiana, trabalhou para a WWE entre 2002 e 2004.

## Carreira
Antes de entrar no mundo do wrestling, Constantino serviu a Academia Militar dos Estados Unidos, onde foi um guarda-costas. Rico foi um participante do show televisivo norte-americano American Gladiators, onde foi campeão em 1991-92. Mas, Rico não seguiu carreira na televisão. Ele decidiu ir para o wrestling.

### WWE
Rico começou um treinamento na Empire Wrestling Federation. Foi descoberto pelos road agents da World Wrestling Federation, Terry Taylor e Tom Prichard. Após apenas doze lutas, assinou contrato com a Ohio Valley Wrestling, na época, território de desenvolvimento da WWE.
Rico foi para a Ohio Valley Wrestling, onde iniciou um treinamento antes de assinar um contrato com a WWE. Ele estreou na WWE em 21 de Março de 2002, num episódio da SmackDown, como um heel. Ele foi manager de Billy Gunn, Chuck Palumbo e Three Minute Warning. Em suas lutas, portava uma gimmick homossexualista. Na WWE, se tornou parceiro em tag team de Charlie Haas (com quem conquistou o tíulo de duplas da WWE). Ele pediu a liberação de seu contrato com a WWE em 7 de Novembro de 2004.

### Retirada
Após, ele foi para a All Japan Pro Wrestling, onde conquistou o título de duplas com Bull Buchanan. Constantino retornou a WWE em 12 de Junho de 2005, como um candidato para o WWE Intercontinental Championship, dentre um battle royal de 20 homens. Ele foi o 17º a ser eliminado, quando Kane aplicou um clothesline de cima do córner. Constantino se retirou oficialmente do wrestling em Julho de 2005, deixando o título na AJPW vago.

## No wrestling
- Ataques
  - Rico Kick
  - Roundhouse kick
  - Ricosault / High Hard One
  - Hangman's neckbreaker
  - Arm twist followed by a hook kick
  - Superkick
  - Múltiplas variações de Shoot kicks
  - Enzuigiri

- Managers
  - Miss Jackie
  - Jason Royers

- Lutadores de quem Rico foi manager
  - Chuck Palumbo
  - Billy Gunn
  - Three Minute Warning
  - Booker T

- Músicas de entrada
  - You Look So Good To Me de Jim Johnston
  - 3 Minutes de 2 Skinnee J's

## Títulos
- All Japan Pro Wrestling
  - AJPW All Asia Tag Team Championship (1 vez) - com Bull Buchanan

- Empire Wrestling Federation
  - EFW Heavyweight Championship (1 vez)

- Heartland Wrestling Association
  - HWA Heavyweight Championship (1 vez)

- Memphis Power Pro Wrestling
  - MPPW Heavyweight Championship (1 vez)

- Ohio Valley Wrestling
  - OVW Heavyweight Championship (3 vezes)
  - OVW Southern Tag Team Championship (1 vez) - com The Prototype

- WWE
  - WWE Tag Team Championship (1 vez) - com Charlie Haas
  - World Tag Team Championship (1 vez) - com Rikishi

- Wrestling Observer Newsletter awards
  - Melhor Gimmick (2003)